# 1892.
◄ | 18. stoljeće | 19. stoljeće | 20. stoljeće | ►
◄ | 1860-ih | 1870-ih | 1880-ih | 1890-ih | 1900-ih | 1910-ih | 1920-ih | ►
◄◄ | ◄ | 1889. | 1890. | 1891. | 1892. | 1893. | 1894. | 1895. | ► | ►►
Arhitektura • Astronomija • Biologija • Film • Fotografija • Glazba • Kazalište • Kemija • Kiparstvo • Knjige • Književnost • Kršćanstvo • Meteorologija • Medicina • Planinarstvo • Politika • Pravo • Promet • Slikarstvo • Strip • Šport • Znanost • Zrakoplovstvo • Željeznički promet

## Događaji
- 14. svibnja – Fra Lujo Marun pronašao je dio kamene trojne pregrade s Pralikom Gospe Velikoga Zavjeta u Biskupiji kod Knina.
- 9. rujna – Edward Emerson Barnard otkrio jupiterov satelit Amalteju
- U Münchenu, kulturni časopis “Die Jugend” (Mladost) kreatora G. Hirtha je aktivno promovirao “Jugendstil” (Art Nouveau).

## Rođenja

### Siječanj – ožujak
- 3. siječnja – John Ronald Reuel Tolkien, engleski književnik († 1973.)
- 30. siječnja – Marta Pospišil-Griff, hrvatska operna pjevačica († 1966.)
- 2. veljače – Filip Terčelj, slovenski svećenik i književnik († 1946.)
- 12. veljače – Theodor Plievier, njemački književnik († 1955.)
- 16. veljače – Dragutin Novak, prvi hrvatski pilot († 1978.)
- 17. veljače – Josif Slipij, ukrajinski grkokatolički kardinal († 1984.)
- 1. ožujka – Ryunosuke Akutagawa, japanski književnik († 1927.)
- 28. ožujka – Corneille Heymans, belgijski fiziolog, nobelovac († 1968.)
- 30. ožujka – Stefan Banach, poljski matematičar († 1945.)

### Travanj – lipanj
- 8. travnja – Mary Pickford, američka filmska glumica († 1979.)
- 7. svibnja – Josip Broz Tito, političar († 1980.)
- 5. lipnja – Jerry Mandy, američki glumac († 1945.)
- 12. lipnja – Djuna Barnes, američka književnica († 1982.)

### Srpanj – rujan
- 12. srpnja – Bruno Schulz, poljski pisac i slikar († 1942.)
- 5. rujna – Joseph Szigeti, mađarski violinist († 1973.)

### Listopad – prosinac
- 9. listopada – Ivo Andrić, hrvatski,bosanski i srpski prozaik,književnik i diplomat († 1975.)
- 14. listopada – Tito Strozzi, hrvatski glumac, redatelj i prevoditelj († 1970.)
- 20. listopada – Jomo Kenyatta, kenijski političar († 1978.)
- 2. studenog – Alice Brady, američka glumica († 1939.)
- 4. prosinca – Francisco Franco, španjolski političar († 1975.)
- 10. prosinca – Marija Petković, hrvatska časna sestra († 1966.)
- 26. prosinca – Don Barclay, američki filmski glumac († 1975.)

## Smrti

### Siječanj – ožujak
- 9. ožujka – Sereno Watson – američki botaničar (* 1826.)
- 26. ožujka – Walt Whitman, američki pjesnik (* 1819.)

### Srpanj – rujan
- 23. kolovoza – Deodoro da Fonseca – brazilski političar (* 1827.)
- 18. rujna – James Bicheno Francis – britansko-američki inženjer (* 1815.)

### Listopad – prosinac
- 6. prosinca – Werner von Siemens, njemački elektrotehničar i izumitelj (* 1816.)

## Vanjske poveznice
|  | Zajednički poslužitelj ima još gradiva o temi 1892. |